# AS Monts
Association Sportive Monts là một câu lạc bộ bóng đá Pháp thành lập vào năm 1924. Đội có trụ sở tại thị trấn Monts, Indre-et-Loire và sân vận động của đội là des Griffonnes. Kể từ mùa giải 2009 – 10, câu lạc bộ chơi ở Promotion d'Honneur de Center, giải hạng tám của bóng đá Pháp.